# Панов, Николай Петрович
Никола́й Петро́вич Пано́в (9 августа 1924, село Салтыково, Саратовская губерния — 1 сентября 2014, Москва) — советский и российский учёный-почвовед, академик ВАСХНИЛ (1982), РАСХН (1992) и РАН, доктор сельскохозяйственных наук (1973), профессор (1974), заслуженный деятель науки Российской Федерации (1995), почётный работник высшего профессионального образования РФ (2000), лауреат Государственной премии СССР в области науки и техники (1977), почётный член Докучаевского общества почвоведов, член Европейского общества охраны почв, дважды лауреат первой премии В. Р. Вильямса.

## Биография
Родился в многодетной семье. Учился в Балашовском сельскохозяйственном техникуме. В семнадцать с половиной лет поступил в Вольскую авиационную школу, но учился там недолго: курсантов направили на оборону Сталинграда. Н. П. Панов воевал на подступах к Мамаеву кургану, был тяжело ранен.
Выписавшись из госпиталя в 1943 г., вернулся в Балашовский техникум, после окончания которого в 1945 г. был направлен на учёбу в Московскую сельскохозяйственную академию имени К. А. Тимирязева. После окончания вуза Н. П. Панов защитил кандидатскую, потом докторскую диссертации по почвоведению и работал в академии всю свою жизнь: ассистентом, доцентом, профессором, заместителем заведующего кафедрой почвоведения, заместителем декана, учёным секретарём Совета Академии. Длительное время был деканом факультета агрохимии и почвоведения, заведующим кафедрой почвоведения.
В самом начале научно-педагогической деятельности Н. П. Панов принимал активное участие в почвенных и агролесомелиоративных изысканиях по созданию Государственных защитных лесных полос, закреплению Терско-Кумских и Астраханских песков, освоению целинных и залежных земель, в том числе на территории Казахстана. Будучи деканом факультета агрохимии и почвоведения и заведующим кафедрой почвоведения, Н. П. Панов активно содействовал углублению и расширению научных исследований факультета и кафедры, развитию новых научных направлений, осуществлял научное руководство экспедицией кафедры и музея имени В. Р. Вильямса по проведению почвенно-агрохимических, геоботанических и эрозийных обследований в различных регионах страны и за рубежом.
На посту академика-секретаря ВАСХНИЛ и РАСХН Н. П. Панов проделал большую работу по координации научных исследований в области земледелия, почвоведения и агрохимии, выполнявшихся институтами отделения. Он принимал активное участие в разработке Государственной комплексной программы по повышению плодородия почв, под его редакцией увидели свет сборники научных трудов и практические рекомендации.
Н. П. Панов — известный почвовед, оказавший большое влияние на развитие исследований в области генезиса и мелиорации почв степной зоны. Он автор 430 научных работ, в том числе фундаментальных исследований по проблеме генезиса, классификации и мелиорации почв солонцовых комплексов аридной зоны, методических рекомендаций по повышению их плодородия. Н. П. Панов является одним из авторов учебников «Почвоведение» и «Общее почвоведение», «Справочника по почвоведению», «Практикума по почвоведению», переведённого на французский и испанский языки, автором ряда учебных пособий и программ по курсу почвоведения.
Н. П. Панов подготовил целую плеяду учеников. Под его руководством выполнено и защищено 40 кандидатских и докторских диссертаций, более 200 дипломных работ. Ученики Н. П. Панова работают во многих регионах России и стран СНГ, а также в Индии, Гане, Гвинее, Алжире, Румынии, Чехии, Словакии, Болгарии, Венгрии, ФРГ, Китае, Египте, Монголии, во Вьетнаме, на Кубе и в других странах.
Н. П. Панов — участник Великой Отечественной войны, ветеран труда, награждён двадцатью правительственными наградами: орденами «Красной Звезды», «Дружбы народов», «Отечественной войны II степени», медалями «За оборону Сталинграда», «За победу над Германией в Великой Отечественной войне», «За трудовую доблесть», «За освоение целинных земель» и другими медалями, знаками и почётными грамотами министерств и ведомств.
Умер в 2014 году. Похоронен на Митинском кладбище.

## Научная деятельность

### Избранные труды
- Почвенно-агрономические исследования на Целинных землях: Сборник работ комплексных экспедиций по обследованию целинных и залежных земель в северных областях Казахстана / ТСХА. — М., 1957.
- Практикум по почвоведению. — М.: Колос, 1973. — (Соавт.: И. С. Кауричев, М. В. Стратонович и др.).
- Современные почвенные процессы: Сб. ст. / ТСХА. — М., 1974. — (Соред. И. С. Кауричев).
- Пути увеличения производства зерна, кормов, повышения эффективности и устойчивости земледелия: Сб. тр. ВАСХНИЛ. — М.: Колос, 1982.
- Теоретические основы и опыт мелиорации солонцовых почв: (Сб. науч. тр.) / ВНИИ зерн. хоз-ва. — Целиноград, 1982.
- Плодородие почв и пути его повышения: Сб. ВАСХНИЛ. — М.: Колос, 1983.
- Актуальные проблемы земледелия: (Сб. науч. тр.) / ВАСХНИЛ. — М.: Колос, 1984.
- Актуальные вопросы почвоведения: Сб. науч. тр. ТСХА. — М., 1987.
- Почвоведение / И. С. Кауричев, Н. П. Панов, Н. Н. Розов и др.; Под ред. И. С. Кауричева. — 4 изд., перераб. и доп. — М.: Агропромиздат, 1989.
- Состав, свойств а и плодородие почв: Сб. науч. тр. / ТСХА. — М.: Изд-во МСХА, 1990.
- Управление плодородием почв с условиях интенсивного их использования: Сб. науч. тр. / ТСХА. — М.: Изд-во МСХА, 1992.
- Основные итоги исследований по проблеме генезиса и мелиорации почв. Сб. науч. тр. / ТСХА. — М.: Изд-во МСХА, 1993.
- Методические указания по химической мелиорации солонцовых земель: (Экол. аспекты. хим. мелиорации) / РАСХН. — М., 1999.
- Панов Н. П., Мамонтов В. Г. Почвенные процессы в орошаемых чернозёмах и каштановых почвах и пути предотвращения их деградации. — М.: Россельхозакадемия, 2001.
- Мамонтов В. Г., Панов Н. П., Кауричев И. С., Игнатьев Н. Н. Общее почвоведение: Учебник. — М.: КолосС, 2006.
- Панов Н. П. (ред.) Генезис и мелиорация почв солонцовых комплексов. — М.: РАСХН, 2008.
- Мамонтов В. Г., Панов Н. П., Лобанов М. П., Беляков А. М. Справочник по почвоведению. — Волгоград: Принт, 2013.
- Панов Н. П., Савич В. И., Шестаков Е. И., Крутилина В. С., Родионова Л. П., Лобанов А. Г. Экологически и экономически обоснованные модели плодородия почв: Монография. — М.: Изд-во ВНИИА, 2014.
- Мамонтов В. Г., Панов Н. П., Игнатьев Н. Н. Общее почвоведение: Учебник. — М.: Кнорус, 2015.